# Наїзник (фільм)
«Наїзник» (англ. The Rider) — американський драматичний фільм 2017 року, поставлений режисеркою Хлоєю Чжао. Стрічка розповідає історію молодого ковбоя, який після травми голови вирушає в подорож по Америці у пошуках себе. Головні ролі у фільмі виконали актори-початківці.
Фільм було відібрано для участі у Двотижневику режисерів на  70-му Каннському міжнародному кінофестивалі (2017).

## У ролях
| • Брейді Джандро   | … | Бреді Блекбурн   |
| • Тім Джандро      | … | Вейн Блекбурн    |
| • Ліллі Джандро    | … | Ліллі Блекбурн   |
| • Кет Кліффорд     | … | Кет Кліффорд     |
| • Террі Дон Пор'єр | … | Террі Дон Пор'єр |
| • Лейн Скотт       | … | Лейн Скотт       |
| • Таннер Ландро    | … | Таннер Ландро    |
| • Джеймс Келгун    | … | Джеймс Келгун    |
| • Деррік Дженіс    | … | Віктор Чейсінгок |

## Знімальна група
- Автор сценарію — Хлоя Чжао
- Режисер-постановник — Хлоя Чжао
- Продюсери — Моллі Ешер, Саша Бен Гаррош, Берт Гамелінк, Хлоя Чжао
- Виконавчі продюсери — Майкл Сегол, Джаспер Томлінсон
- Асоційовані продюсери — Анастасія М. Каммінгс, Ханна Рейєр
- Лінійний продюсер — Майк Ньюмен
- Оператор — Джошуа Джеймс Річардс
- Композитор — Нейтан Галперн
- Монтаж — Алекс О'Флінн

## Нагороди та номінації
| Список нагород та номінацій         | Список нагород та номінацій | Список нагород та номінацій                | Список нагород та номінацій | Список нагород та номінацій | Список нагород та номінацій |
| Кінопремія                          | Дата церемонії              | Категорія                                  | Номінант(и)                 | Результат                   | Дж                          |
| ----------------------------------- | --------------------------- | ------------------------------------------ | --------------------------- | --------------------------- | --------------------------- |
| Каннський міжнародний кінофестиваль | 26.05.2017                  | Нагорода Art Cinema Двотижневика режисерів | Наїзник                     | Перемога                    | [ 4 ]                       |